# 哲罗王朝
哲罗王朝（泰米尔语：சேரர்），古译鸡罗，是约前4世纪－12世纪存在于印度南方的一个泰米尔人古国。

## 简介
哲罗位于印度次大陆最南端，是通常所说的泰米尔三国（朱罗、哲罗、潘地亚）之一。今天印度喀拉拉邦的名字可能起源于该国的国名。该国从孔雀王朝时代就已存在，并至少持续到12世纪。
哲罗的历史可分为两个明显的时期：桑伽哲罗王朝（得名于泰米尔语的诗体名字）和巴克提哲罗王朝（得名于印度哲学流派“虔爱”）。前者大约从前3世纪持续到3世纪，后者开始于8世纪。在这两个时期之间的历史模糊不清。哲罗的疆域从印度西南海岸的科泽科德延伸到特里凡得琅，占有沿海的一条狭长区域（大体相当于今喀拉拉邦），还拥有今泰米尔纳德邦的一部分。
由于地理位置的遥远，哲罗很少受到北印政治形势的影响，和它发生互动的主要是其他两个泰米尔人国家。阿育王的铭文中提到了哲罗，并指出它独立于孔雀帝国之外。作者未知的重要希腊语文献《厄立特里亚航海记》（写成于1世纪－3世纪之间）也提到了哲罗。

## 资料来源
- 《古亚洲文明百科全书》，查尔斯·F.W.海厄姆著，王毅译，上海人民出版社，ISBN 978-7-208-07098-1